# Larrabee (Wisconsin)
Pour les articles homonymes, voir Larrabee (homonymie).
Larrabee est une ville du comté de Waupaca dans l’État du Wisconsin.
Sa population était de 1 301 habitants en 2000.